# Hypostomus varimaculosus
Hypostomus varimaculosus  es una especie de pez de la familia  de los loricáridos y del orden de los siluriformes.

## Morfología
El macho puede alcanzar hasta 6 cm de longitud total.

## Distribución geográfica
Originario de Sudamérica, se encuentra en la cuenca del río Caquetá, en Colombia y Brasil.